# Adam van Noort

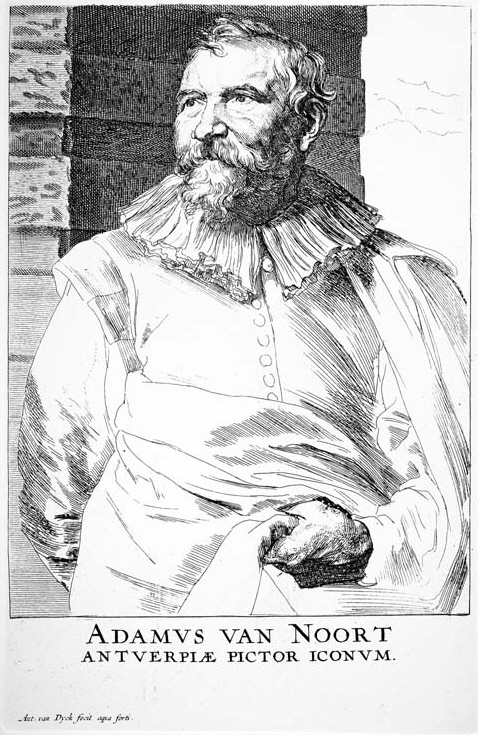
Retrato de Adam van Noort, grabado al aguafuerte por Anton Van Dyck.

Adam van Noort (Amberes c. 1561-Amberes, 1641), fue un pintor y dibujante flamenco. Su producción no está bien identificada, y la conocida aborda principalmente temas bíblicos y retratos.
En cuanto a estilo, Van Noort evolucionó del romanismo a un primer barroco. Su taller se convirtió en uno de los más populares de Amberes, llegando a formarse en él pintores de la talla de Rubens o Jacob Jordaens, quien llegó a convertirse en su yerno. Su actual notoriedad radica más en esto que en la calidad de su arte, que no pasó de un nivel mediano.
Aunque conocido por su modo de vida libertino y a menudo de carácter violento, Van Noort gozó de prestigio en su gremio y atrajo a muchos aprendices. Fue siempre consciente de sus limitaciones y de la habilidad de sus discípulos, orientándolos por ello a proseguir su carrera en el taller de Otto van Veen. Llegó a absorber influencias de algunos de ellos. 
Entre 1597 y 1602 fue decano del Gremio de San Lucas, en el que estuvo inscrito como retratista, si bien estos retratos no se han conservado. Colaboró con Marten de Vos en la decoración de la Entrada Real (Blijde intrede) del archiduque Ernesto de Austria en 1594.